# 假如給我三天光明
假如給我三天光明（英語：Three days to see）是美国作家海伦·凯勒于1933年所写的散文，1933年1月在大西洋杂志发表。
该散文分三节，主要讲述了作为聋盲人的海伦·凯勒如果获得3天视力后想要做的事情。

## 评价
2009年，入选中国图书商报社和中国出版科学研究所联合主办评选的“新中国60年中国最具影响力的600本书”，列在生活文教类（共28种）。